# Bulbophyllum subcrenulatum
Bulbophyllum subcrenulatum là một loài phong lan thuộc chi Bulbophyllum.